# Marcos Wittke
Marcos Aurelio Wittke Herrera (* 8. Oktober 1896 in Nueva Imperial; † 6. März 1945 in Santiago de Chile) war ein chilenischer Fußballspieler. Der Abwehrspieler absolvierte fünf Länderspiele für Chile. 

## Vereinskarriere
Marcos Wittke begann während seiner Schulzeit mit dem Fußballspielen. Mit 15 Jahren spielte er in seiner Heimatstadt bei Unión de Chillán. 1915 ging Wittke in die Hauptstadt zum CD Magallanes und gewann mit dem Klub viel Titel. Er bildete bis 1924 gemeinsam mit Otto Ernst die Verteidigung des Teams, dessen Kapitän Wittke war.

## Nationalmannschaft
Marcos Wittke debütierte bei der ersten Südamerikameisterschaft, dem Campeonato Sudamericano 1916, in Argentinien. Chile holte einen Punkt aus den drei Partien, bei denen Wittke alle drei Spiele absolvierte. Danach spielte der Verteidiger im Anschluss an das Turnier noch zwei weitere Freundschaftsspiele. Im Juli 1916 absolvierte Wittke gegen Uruguay das letzte seiner fünf Länderspiele.

## Erfolge
- Serie A de la Copa Unión: 1916
- Copa de Campeones de Santiago: 1920
- Copa Félix Alegría: 1920
- Copa Alberto Downe: 1920
- Copa 12 de octubre: 1920
- Copa Unión: 1920
- Copa República: 1920, 1921
- Copa de Campeones de Santiago: 1921